# Unió de l'Esport Badaloní
El Unió de l'Esport Badaloní fue un club polideportivo de España, de la ciudad de Badalona (Barcelona) especialmente conocido por su sección de fútbol. Fue fundado en 1989 como FC Tubsal y desapareció en 2002 tras fusionarse con el CF Badalona.

## Historia
El club fue fundado en 1989 por un grupo de trabajadores de la empresa de autobuses de Badalona, TUBSAL (Transportes Urbanos de Badalona, S.A.L.), que jugaban a fútbol sala. Empezó compitiendo en una liga de empresas con el nombre de FC Tubsal, hasta que la temporada 1990/91 comenzó a disputar competiciones oficiales, participando en Tercera Regional, la categoría más baja de la liga española en Cataluña. En 1992 el club cambió su nombre a Unió de l'Esport Badaloní. A partir de ese momento, y con el presidente de Tubsal, Fermín Casquete, en el banquillo, el club vivió una progresión meteórica, encadenando cinco ascensos consecutivos que le llevaron de la categoría regional a nacional.
Siguiendo con su progresión, en su estreno en Tercera División, la temporada 1996/97, se convirtió en uno de los mejores equipos de la categoría y, tras finalizar la liga en tercera posición, disputó la promoción de ascenso a Segunda B. En la liguilla de promoción de ascenso se enfrentó al Lorca CF, al CD Alcoyano y al CD Manacor. El Badaloní acabó tercero con 7 puntos y no pudo consumar el ascenso. 
El Badaloní disputó un total de seis temporadas consecutivas en Tercera División, moviéndose siempre en la parte alta de la tabla -su peor clasificación fue un 12º puesto- aunque no volvió a disputar la promoción de ascenso. 
Mientras el Badaloní se había convertido en el principal referente futbolístico de Badalona, el histórico primer equipo de la ciudad, el CF Badalona, se encontraba hundido en las categorías regionales. Al término de la temporada 2000/01 el club parecía abocado a la desaparición por culpa de una grave crisis económica e institucional, que había provocado la salida de su presidente, Jordi Torrens, tras una moción de censura. A las elecciones, celebradas en septiembre de 2001, se presentaron Josep Gispert y Fermín Casquete. Finalmente, el presidente del Badaloní se impuso en las urnas con un proyecto basado en la fusión de ambos clubes.
Durante el año 2002 las asambleas de socios del CF Badalona y el UE Badaloní dieron luz verde a la fusión de las dos entidades, que se materializó en julio de ese año. Gracias a la fusión, el nuevo CF Badalona pasó de Preferente a ocupar la plaza del UE Badaloní Tercera División. El campo de juego continuó siendo el histórico estadio de la Avenida de Navarra, propiedad del CF Badalona, quien también conservó su denominación y signos distintivos. Al tradicional uniforme azul escapulado se incorporaron detalles amarillos, propios de la vestimenta del Badaloní, y el escudo incorporó la señera y las dos fajas ondadas azules, elementos propios de la bandera de la ciudad que figuraban en el escudo del Badaloní.

## Estadísticas del club
- Temporadas en 1ª: 0
- Temporadas en 2ª: 0
- Temporadas en 2ªB: 0
- Temporadas en 3ª: 6

| Temporada | Categoría         | Puesto |
| --------- | ----------------- | ------ |
| 1992/93   | 2ª Territorial    | 1º     |
| 1993/94   | 1ª Territorial    | 2º     |
| 1994/95   | Pref. Territorial | 1º     |
| 1995/96   | 1ª Catalana       | 1º     |
| 1996/97   | 3ª                | 3º     |
| 1997/98   | 3ª                | 6º     |
| 1998/99   | 3ª                | 6º     |
| 1999/00   | 3ª                | 8º     |
| 2000/01   | 3ª                | 12º    |
| 2001/02   | 3ª                | 5º     |

## Uniforme
- Uniforme titular: Camiseta amarilla, pantalón azul y medias blancas.

### Evolución del Uniforme
| FC TUBSAL (1989-1992) | UE Badaloní (1992-2002) |

## Palmarés

### Torneos amistosos
- Torneig d'Històrics (1): 1999
- Primera Catalana (1): 1995/96
- Regional Preferente (1): 1994/95

## Secciones
Además del equipo de fútbol, contaba con secciones de tenis, baloncesto, atletismo, judo y petanca.